# 貴船

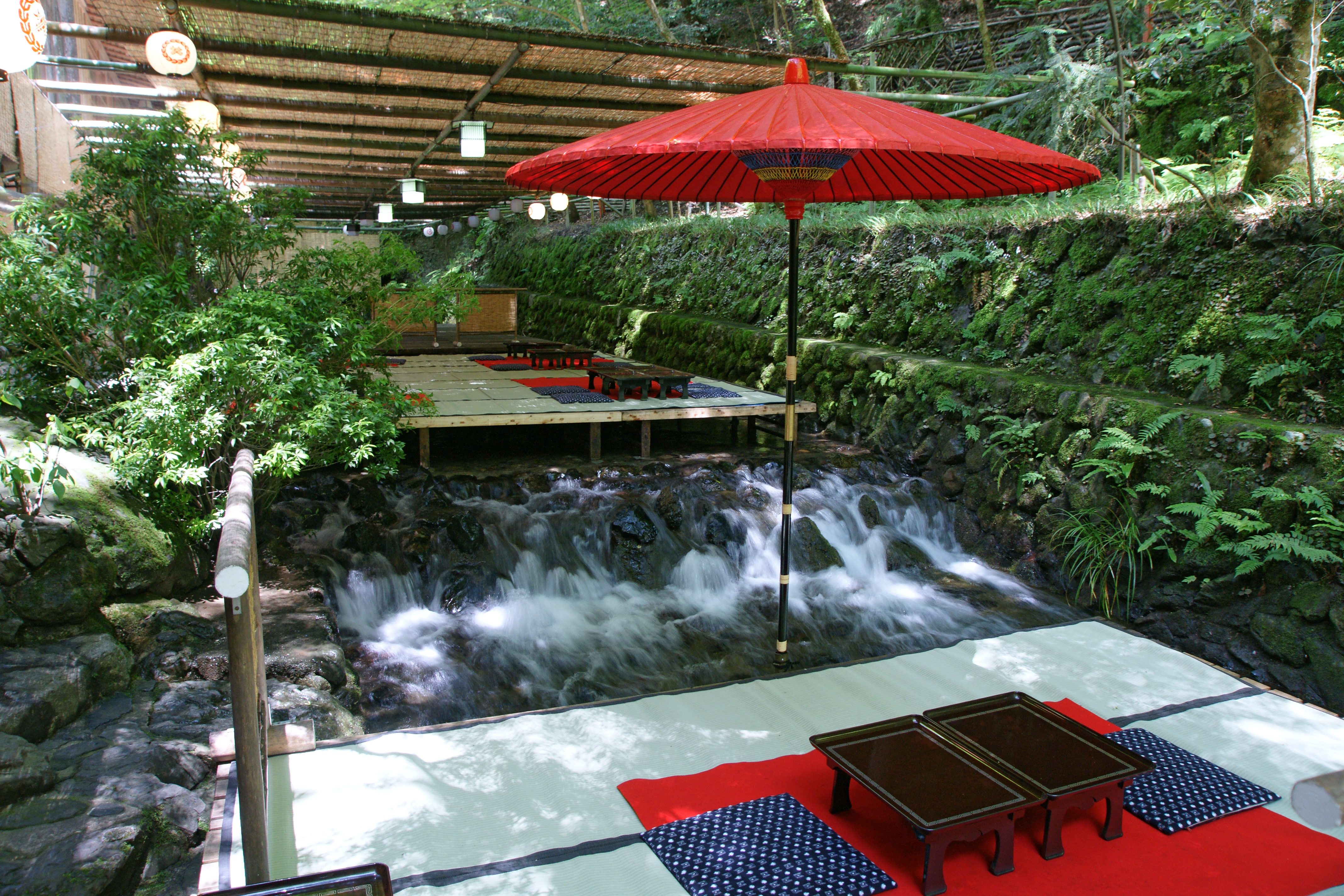
貴船的川床

貴船（きぶね）是京都府京都市左京區的地名。位在從京都車站北上，車行時間約40分之地，和近隣的鞍馬合稱京都的奧座敷，是知名的人氣觀光地。貴船山和鞍馬山之間的細長溪谷有成排的料理旅館，夏季沿貴船川提供川床料理，是京都的避暑納涼勝地。鎮座貴船川上游的貴船神社是紅葉的名所。

## 名所

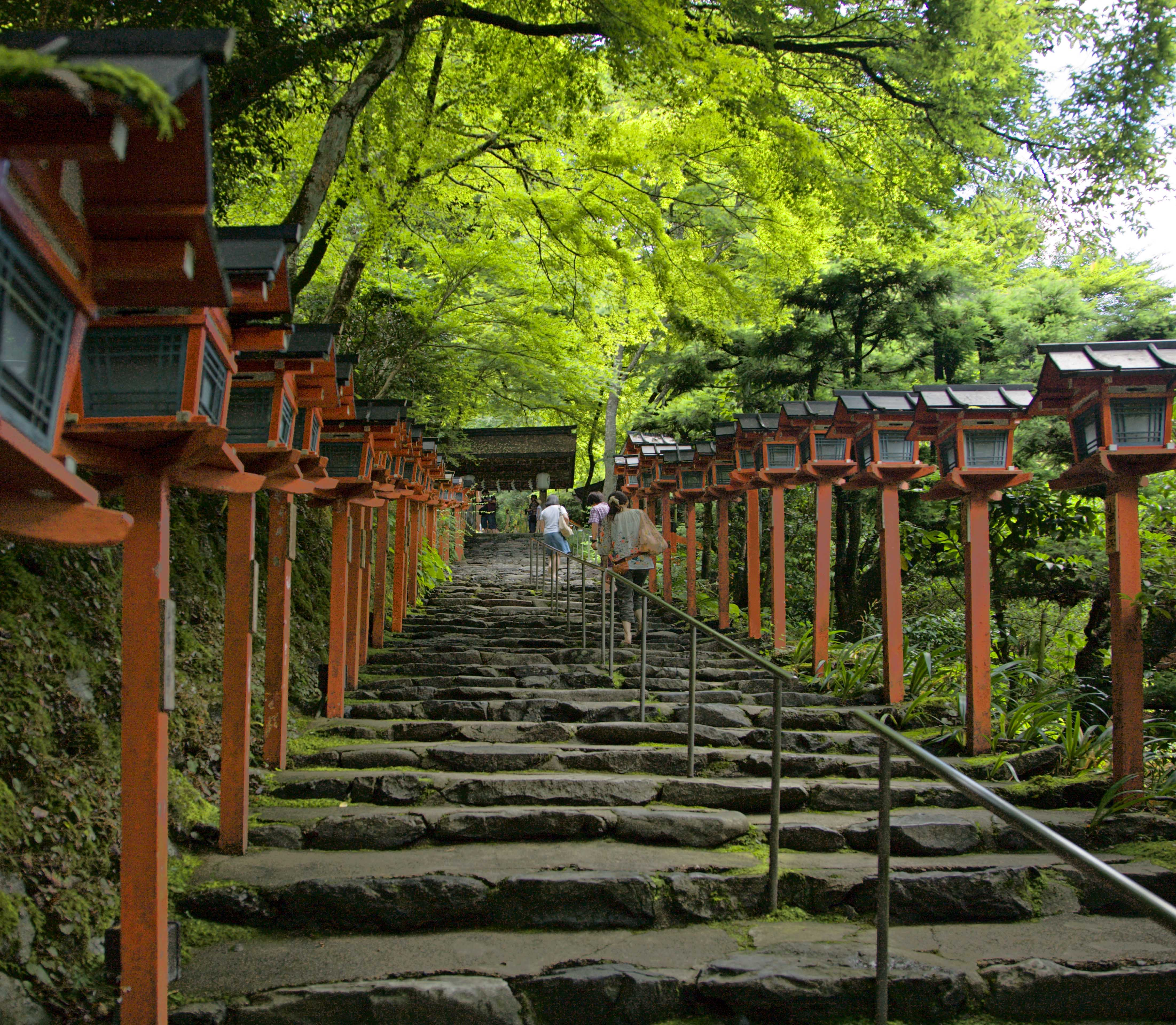
貴船神社参道

- 螢岩
- 貴船神社

## 周邊
- 鞍馬寺
- 由岐神社

## 關連項目
- 納涼床

## 外部連結
- 京都・貴船 - 貴船観光会 （页面存档备份，存于）